# Адемай на пограничном посту
«Адемай на пограничном посту» (фр. Adémaï au poteau-frontière) — французский кинофильм 1950 года.

## Сюжет
Заблудившись в лесу по пути домой, крестьянин Адемай вытаскивает пограничный столб. В спешке он устанавливает его задом наперёд. Это влечёт за собой бесконечные стычки на границе. Конфликт нарастает и приводит к войне между граничащими странами, что создаёт проблемы и Адемаю.

## Актёры
- Поль Коллин — Адемай, крестьянин
- Софи Карраль — контрабандист
- Луи де Фюнес — солдат (нет в титрах)
- Жан Ришар